# توم لويس (سياسي)
توم لويس (بالإنجليزية: Tom Lewis)‏ هو سياسي أمريكي، ولد في 26 أكتوبر 1924 في فيلادلفيا في الولايات المتحدة، وتوفي في 1 أغسطس 2003 في بالم بيتش في الولايات المتحدة. حزبياً، نشط في الحزب الجمهوري.

## مناصب
- في انتخابات مجلس النواب الأمريكي 1990 [الإنجليزية]‏، انتخب عضو مجلس النواب الأمريكي عن دائرة Florida's 12th congressional district [الإنجليزية]‏ وقد انضم خلال فترته النيابية [الإنجليزية]‏ (3 يناير 1991 – 3 يناير 1993)  للكتلة البرلمانية الحزب الجمهوري.
- في انتخابات مجلس النواب الأمريكي 1992 [الإنجليزية]‏، انتخب عضو مجلس النواب الأمريكي عن دائرة Florida's 16th congressional district [الإنجليزية]‏ وقد انضم خلال فترته النيابية [الإنجليزية]‏ (5 يناير 1993 – 3 يناير 1995)  للكتلة البرلمانية الحزب الجمهوري.
- انتخب عضو مجلس نواب فلوريدا.
- انتخب عضو مجلس النواب الأمريكي.